# Sa dernière mission
Pour plus de détails, voir Fiche technique et Distribution.
Sa dernière mission (titre original Appointment in London, connu sous le titre Raiders in the Sky aux États-Unis) est un film de guerre britannique réalisé par Philip Leacock et sorti en 1953.
L'action du film se déroule en 1943 pendant la Seconde Guerre mondiale dans un escadron du Bomber Command de la RAF et met en vedette Dirk Bogarde. Le scénario est inspiré d'une histoire de John Wooldridge, qui, en tant que pilote de bombardier de la RAF, a effectué 108 sorties opérationnelles au-dessus de l'Europe. Wooldridge, qui après la guerre s'est imposé comme un compositeur de films à succès avant d'être tué dans un accident de voiture en 1958, a également écrit la musique du film et participé à l'écriture du scénario.

## Synopsis
Pendant la guerre, le lieutenant-colonel (grade britannique : Wing commander) Tim Mason commande une escadre d’Avro Lancaster stationnée en Angleterre. Il est sur le point d’achever sa troisième période de service, ce qui signifie qu’il a effectué près de quatre-vingt-dix missions au-dessus de l’Allemagne. S’étant porté volontaire à deux reprises pour prolonger son engagement, Mason approche désormais du chiffre symbolique de quatre-vingt-dix « opérations ». Il reçoit alors l’ordre d’interrompre ses vols. Avec le temps, les pertes humaines s’accumulent, et plusieurs raids sont considérés comme des échecs. Certains membres de son escadre, parmi lesquels Brown et « le môme » Greeno, en viennent à penser qu’une malédiction les frappe. Peu après, Greeno est surpris en train d’envoyer des télégrammes non autorisés depuis la base. Bien qu’ils soient adressés à sa femme, Pam, Mason le réprimande pour ce manquement aux règles de sécurité. Quelques jours plus tard, l’avion de Greeno ne revient pas d’un raid. À la demande de Pam, Mason accepte de la rencontrer.
Alors qu’il ne lui reste plus qu’un seul vol pour atteindre les quatre-vingt-dix missions, Mason accepte la décision du commandement, comprenant qu’elle vise à préserver sa vie. Il inspecte l’avion de Brown pendant que celui-ci et son équipage se préparent à partir en mission. Au moment de l’embarquement, une bombe de 4 000 livres se détache accidentellement de ses chaînes et blesse un membre de l’équipage. Faute de temps pour trouver un remplaçant, l’observateur américain Mac Baker prend la place du blessé. Mason décide également de participer au vol, afin de rassurer l’équipage inquiet à cause de la prétendue malédiction.
Lors de l’attaque, l’avion Pathfinder, chargé de guider le raid, est abattu, ce qui entraîne un bombardement imprécis par les autres appareils. En entendant et observant la confusion, Mason prend le relais radio du Pathfinder et diffuse des instructions claires et précises. Grâce à son intervention, le bombardement retrouve sa précision. En Grande-Bretagne, le colonel d’aviation Logan, commandant de Mason, reconnaît sa voix sur les ondes et comprend qu’il a désobéi en prenant part à l’opération. Cependant, l’intervention de Mason transforme un raid voué à l’échec en succès. À son retour, Logan le salue.
À la fin de la mission, Mason, accompagné d’Eve Canyon, de Brown et de Pam, la veuve de Greeno, prend un taxi pour se rendre au palais de Buckingham où il doit recevoir une récompense des mains du roi George VI.

## Fiche technique
- Titre original : Appointment in London
- Titre français : Sa dernière mission
- Réalisation : Philip Leacock
- Scénario : Robert Westerby, John Wooldridge, d'après une histoire de John Wooldridge
- Photographie : Stephen Dade
- Montage : Vladimir Sagovsky
- Musique : John Wooldridge
- Pays d'origine : Royaume-Uni
- Langue originale : anglais
- Format : noir et blanc
- Genre : guerre
- Durée : 96 minutes
- Dates de sortie :  
  - Royaume-Uni : 17 février 1953

## Distribution
- Dirk Bogarde : Tim Mason
- Ian Hunter : Logan
- Dinah Sheridan : Eve Canyon
- Bryan Forbes : The Brat
- Walter Fitzgerald : Mulvaney
- Bill Kerr : Bill Brown
- William Sylvester : Mac
- Anne Leon : Pam Greeno
- Charles Victor : Dobbie
- Richard Wattis : Pascal
- Carl Jaffe : German General
- Sam Kydd : Ackroyd
- Terence Longdon : Dr. Buchanan
- Michael Ripper : Bomb Aimer
- Campbell Singer : Flight Sergeant
- Harold Siddons : Saunders
- Anthony Shaw : Smithy
- Anthony Forwood : Navigation Officer
- Ronald Adam : Instructor (non crédité)
- Arnold Bell : Padre (non crédité)
- Peter Brace : RAF officer (non crédité)
- John Colicos : Pip (non crédité)
- Eric Corrie : Rear Gunner (non crédité)
- Carl Duering : German Duty Officer (non crédité)
- Mabel Etherington : Lady in Pub (non créditée)
- Edward Evans : A.C. Bridges (non crédité)
- John Fabian : Dizzy (non crédité)
- Wolf Frees : German Luftwaffe Officer (non crédité)
- Alan Gifford : US General (non crédité)
- Fred Haggerty : RAF Officer (non crédité)
- Eric Henderson : RAF Officer (non crédité)
- Barry Johns : Flight Sergeant (non crédité)
- Maurice Kaufmann : RAF Officer (non crédité)
- Lloyd Lamble : Weather Man (non crédité)
- John Martin : Sergeant - Control Caravan (non crédité)
- Gillian Maude : WAAF Officer (non crédité)
- Allan McClelland : Wireless Operator Flight Sgt. (non crédité)
- Desmond Roberts : Admiral Parker (non crédité)
- William Russell : RAF Officer (non crédité)
- Pat Ryan : USAF Officer (non crédité)
- Don Sharp : Mid Upper Gunner (non crédité)
- Jack Silk : RAF Officer (non crédité)
- Nigel Stock : co-pilote (non crédité)
- Stephen Vercoe : Sgt Pilot Finch (non crédité)
- Tom Walls Jr. : Gunnery Leader (non crédité)
- Donovan Winter : Navigator (non crédité)

## Production
Sa dernière mission a été réalisé par Aubrey Baning et Maxwell Setton et tourné aux studios de Shapperton (appartenant à la (en)British Lion Film Corporation) et dans les locaux de la Royal Air Force Upwood (RAF Upwood). Trois des bombardiers Lancaster B VII, dont les numéros de série sont NX673, NX679 et NX782 utilisés dans le film apparaîtront également dans Les briseurs de barrage deux ans plus tard.
Dans certains plans au sol, de nombreux "lancasters" à l'arrière-plan sont en réalité des bombardiers Avro-Lincoln, encore utilisés à cette époque.
Le film a été tourné avec la coopération de "Bomber" Harris.
La musique a également été écrite par Woodridge et jouée par l'Orchestre Philarmonia, qu'il a dirigé à cette occasion.
A l'origine, l'acteur australien Peter Finch devait jouer un personnage australien "Bill Brown". Lorsque Finch dut annuler à cause d'autres engagements, il recommanda son compatriote, Bill Kerr, qui fut engagé. Kerr joua deux ans plus tard un véritable pilote australien connu, H.B "Micky Martin" dans Les briseurs de barrage.
Un autre australien, Don Sharp, joua également dans Sa dernière mission, un petit rôle (celui de Gunner).